# Амфитрион (Плавт)
«Амфитрион» (лат. Amphitryon) — комедия-паллиата римского драматурга Тита Макция Плавта, написанная и поставленная после 188 года до н. э.. Большая часть её текста сохранилась (утрачена только часть третьего акта).

## Сюжет
«Амфитрион» — единственная из сохранившихся пьес Плавта, написанная на мифологический сюжет. Её действие происходит в Фивах. Центральный персонаж — военачальник, к жене которого Алкмене воспылал желанием сам Юпитер. Бог принимает облик Амфитриона, а его спутник Меркурий — облик слуги героя Сосии. Они приходят к Алкмене, но в это самое время и Амфитрион с Сосией возвращаются из похода. Происходит целая цепочка недоразумений, Алкмена после этого беременеет, а впоследствии рожает двойню — Геракла и Ификла.
Боги предстают в пьесе в комическом виде: Юпитер выдаёт себя за другого человека, чтобы овладеть его женой, Меркурий выглядит как хитрый и наглый раб. При этом Алкмена изображена как образцовая римская матрона, верная супругу и гордящаяся своим высоким происхождением.
«Амфитрион» является латинской переделкой неизвестной греческой комедии, пародирующей трагедию Еврипида «Алкмена».

## Восприятие и значение
Пьеса обрела большую популярность. Под её влиянием написал одноимённую комедию Мольер, Уильям Шекспир использовал тот же мотив путаницы в «Комедии ошибок».